# Пап
Пап (узб. Pop / Поп) — город (с 1982 года), административный центр Папского района Наманганской области Узбекистана.

## История
Древний и средневековый Пап существовал южнее современного райцентра, на берегу Сырдарьи.
Пап сложился как город на одном месте, и археологические наблюдения свидетельствуют о почти двухтысячелетней его истории. Здесь исследователями обнаруживается материалы от первых I веков до VII—VIII веков. Пап (Баб) на протяжении нескольких веков играл важную роль в торгово-экономических отношениях Ферганы с соседними регионами.
В V—VIII веках Пап, будучи центром Гавасайского ирригационного района, становится большим городом, соперничающим с соседним Кассаном и даже по размерам своим превосходящим его. В этот же период город вошёл в состав Тюркского каганата. Известно, что 627—649 годах Фергана была завоёвана тюрками. Во второй половине VIII века, одновременно цитадели и внутреннем городе, жизнь замирает. Этим и объясняется отсутствие слоёв с находками позднее верхней даты Баландтепа.
Первые письменные упоминания о городе датируются IX—X веками («Границы мира» Худуд аль-алама). В 1987 году на западном берегу реки Сырдарьи в 3 км от города (на сопке «Мунчак-тепа») было обнаружено городище Пап саманидско-караханидского периода.
В нём японскими археологами посредством отслеживания космического спутника были обнаружены пустоты (при тщательном исследовании оказавшиеся массовыми захоронениями неизвестного древнего племени VII—X веков), а также, в 1989 году обнаружен клад монет из 36 фелсов саманидской династии, вычеканенные в начале — второй половине X века (Бухара, Самарканд, Фергана). Встречаются кирпичи саманидского формата, светильники-чираги (с петлевидной ручкой), фрагменты стеклянных сосудов. Кроме того, во время строительных работ выявлены часть городской канализации с керамическими кубурами (трубами) и остатки бани с караханидскими кирпичами.
В X—XII веках границы города доходят до южной окраины нынешнего Папа, он превращается в город ремесленников. Развалины кварталов сохранились до 1950-х годов.
С 2013 года Пап получил железнодорожный доступ в сторону Ангрена через Камчикский тоннель.

## География
Это первый город при входе в Ферганскую долину с северо-запада. С востока на юго-запад на расстоянии 2 км от города протекает река Сырдарья.
От Ташкента Пап отделяет перевал Камчик — это гребень Кураминского хребта западного Тянь-Шаня. Расстояние от Ташкента до Папа по дороге через перевал — 200 км.
Самый близкий город-сосед — Чуст, расположенный в 16 км на северо-восток от Папа. Протяженность дороги до Намангана — 55 км (на восток), до Коканда — 45 км (на юго-запад).

## Административно-территориальное деление
Город Пап делится на 14 районов (махаллей):
1. Абдулла Каххар,
2. Алишер Навои,
3. Дустлик,
4. Келачи,
5. Обод,
6. Олмазор,
7. Пахтакор,
8. Сотволди Эргашев,
9. Тинчлик,
10. Узбекистан,
11. Хазраты Боб,
12. Хамза,
13. Хамид Олимжон,
14. Шомазор.

## Образование
Количество среднеобразовательных школ — 6 (№№1, 8, 23, 40, 65, 67). Количество среднеспециальных образовательных заведений — 3 (школа-интернат №11, медколледж и бизнес-колледж).

## Известные уроженцы
- Ахмаджан Адылов — влиятельный узбекский предприниматель и политик.